# Ryan Chew
Ryan Chew (* 12. August 1996) ist ein US-amerikanischer Badmintonspieler. 

## Karriere
Ryan Chew wurde 2012 erstmals nationaler Meister. 2017 siegte er bei den Guatemala International, 2019 erneut national. 2021 qualifizierte er sich für die Olympischen Sommerspiele des gleichen Jahres im Doppel mit seinem Bruder Phillip Chew. Dort schieden sie in der Vorrunde als Gruppenletzte aus.

## Sportliche Erfolge
| Saison | Veranstaltung                     | Disziplin | Platz | Name                      |
| ------ | --------------------------------- | --------- | ----- | ------------------------- |
| 2002   | US-Meisterschaft U9 2002          | MD        | 1     | Phillip Chew / Ryan Chew  |
| 2003   | US-Meisterschaft U11 2003         | MD        | 1     | Phillip Chew / Ryan Chew  |
| 2003   | US-Meisterschaft U9 2003          | MD        | 1     | Ryan Chew / Chad Naramore |
| 2004   | US-Meisterschaft U9 2004          | MD        | 1     | Ryan Chew / Michael Huang |
| 2008   | US-Meisterschaft U13 2008         | MD        | 3     | Pow Hwa Chan / Ryan Chew  |
| 2008   | MBBC Juniors U13 2008             | MS        | 1     | Ryan Chew                 |
| 2012   | US-Meisterschaft U17 2012         | MS        | 1     | Ryan Chew                 |
| 2017   | Guatemala International 2017      | MD        | 1     | Phillip Chew / Ryan Chew  |
| 2018   | U.S. International Challenge 2018 | MD        | 2     | Phillip Chew / Ryan Chew  |
| 2018   | Weltmeisterschaft 2018            | MD        | 33    | Phillip Chew / Ryan Chew  |
| 2019   | US-Meisterschaft 2019             | MD        | 1     | Phillip Chew / Ryan Chew  |
| 2021   | All England 2021                  | MD        | 17    | Phillip Chew / Ryan Chew  |
| 2021   | Olympische Spiele 2020            | MD        | 13    | Phillip Chew / Ryan Chew  |